# Hockey su ghiaccio ai XXI Giochi olimpici invernali - Convocazioni al torneo femminile
Ciascuna squadra partecipante al torneo di hockey su ghiaccio ai XXI Giochi olimpici invernali consisteva al massimo di 18 giocatrici di movimento (attaccanti e difensori), con l'aggiunta di 3 portieri.

## Gruppo A

### Canada
Allenatore:  Melody Davidson.
Lista dei convocati aggiornata al 12 febbraio 2010.
| N. | Pos. | Nome                    | Anno | Alt. | Peso | Tiro | Squadra                   |
| -- | ---- | ----------------------- | ---- | ---- | ---- | ---- | ------------------------- |
| 1  | P    | Shannon Szabados        | 1986 | 173  | 66   | L    | Grant MacEwan Griffins    |
| 2  | A    | Meghan Agosta           | 1987 | 168  | 66   | L    | Mercyhurst Lakers         |
| 3  | D    | Carla MacLeod           | 1982 | 163  | 60   | R    | Calgary Oval X-Treme      |
| 4  | D    | Becky Kellar            | 1975 | 170  | 71   | L    | Burlington Barracudas     |
| 5  | D    | Colleen Sostorics       | 1979 | 163  | 76   | R    | Calgary Oval X-Treme      |
| 6  | A    | Rebecca Johnston        | 1989 | 170  | 61   | L    | Cornell Big Red           |
| 7  | A    | Cherie Piper            | 1981 | 168  | 76   | R    | Calgary Oval X-Treme      |
| 10 | A    | Gillian Apps            | 1983 | 183  | 80   | L    | Brampton Thunder          |
| 12 | D    | Meaghan Mikkelson       | 1984 | 175  | 74   | R    | Edmonton Chimos           |
| 13 | A    | Caroline Ouellette - A  | 1979 | 180  | 78   | L    | Montreal Stars            |
| 16 | A    | Jayna Hefford - A       | 1977 | 165  | 63   | L    | Brampton Thunder          |
| 17 | A    | Jennifer Botterill      | 1979 | 175  | 71   | L    | Mississauga Chiefs        |
| 18 | D    | Catherine Ward          | 1987 | 168  | 61   | L    | McGill Martlets           |
| 21 | A    | Haley Irwin             | 1988 | 170  | 78   | L    | Minnesota-Duluth Bulldogs |
| 22 | A    | Hayley Wickenheiser - C | 1978 | 178  | 77   | R    | Eskilstuna Linden         |
| 25 | D    | Tessa Bonhomme          | 1985 | 170  | 63   | L    | Calgary Oval X-Treme      |
| 26 | A    | Sarah Vaillancourt      | 1985 | 168  | 63   | R    | Harvard Crimson           |
| 27 | A    | Gina Kingsbury          | 1981 | 173  | 62   | L    | Calgary Oval X-Treme      |
| 29 | A    | Marie-Philip Poulin     | 1991 | 168  | 72   | L    | Dawson Blues              |
| 31 | P    | Charline Labonté        | 1982 | 175  | 78   | L    | McGill Martlets           |
| 33 | P    | Kim St-Pierre           | 1978 | 175  | 71   | L    | Montreal Stars            |

LEGENDA:

P = Portiere, D = Difensore, A = Attaccante, L = sinistra, R = destra

### Slovacchia
Allenatore:  Miroslav Karafiat.
Lista dei convocati aggiornata al 12 febbraio 2010.
| N. | Pos. | Nome                  | Anno | Alt. | Peso | Tiro | Squadra                |
| -- | ---- | --------------------- | ---- | ---- | ---- | ---- | ---------------------- |
| 1  | P    | Zuzana Tomčíková      | 1988 | 176  | 73   | L    | Bemidji State Beavers  |
| 3  | A    | Nicol Čupková         | 1992 | 174  | 60   | L    | HC Slovan Bratislava   |
| 4  | D    | Petra Országhová      | 1981 | 168  | 51   | L    | HC Slovan Bratislava   |
| 6  | A    | Jana Kapustová - A    | 1983 | 171  | 65   | L    | Tornado Mosca          |
| 7  | D    | Barbora Brémová       | 1991 | 168  | 60   | L    | HC Slovan Bratislava   |
| 8  | A    | Natalie Babonyová     | 1983 | 164  | 55   | L    | Toronto Crush          |
| 9  | D    | Petra Babiaková       | 1988 | 176  | 73   | R    | Bemidji State Beavers  |
| 10 | A    | Zuzana Moravčíková    | 1980 | 165  | 60   | R    | HC Slovan Bratislava   |
| 11 | D    | Edita Raková          | 1978 | 171  | 64   | L    | HC Slovan Bratislava   |
| 12 | A    | Maria Herichová       | 1990 | 174  | 65   | L    | HC Slovan Bratislava   |
| 13 | A    | Petra Jurčová         | 1987 | 170  | 66   | L    | HC Slovan Bratislava   |
| 14 | A    | Anna Džurňáková - A   | 1983 | 161  | 61   | L    | HC Slovan Bratislava   |
| 15 | D    | Michaela Matejová     | 1986 | 169  | 57   | L    | SC Reinach             |
| 17 | A    | Martina Veličková     | 1989 | 163  | 55   | L    | OSC Berlin-Schonenberg |
| 18 | A    | Janka Čulíková        | 1987 | 168  | 57   | L    | HK Spišská Nová Ves    |
| 19 | D    | Iveta Karafiátová - C | 1988 | 174  | 66   | L    | Linköpings HC          |
| 20 | P    | Monika Kvaková        | 1988 | 164  | 61   | L    | HC Slovan Bratislava   |
| 21 | A    | Nikoleta Celárová     | 1983 | 173  | 68   | L    | HC Slovan Bratislava   |
| 22 | A    | Nikola Gápová         | 1989 | 174  | 60   | L    | HC Slovan Bratislava   |
| 24 | A    | Petra Pravlíková      | 1985 | 175  | 72   | L    | Tornado Mosca          |
| 25 | P    | Jana Budajová         | 1992 | 170  | 62   | L    | HK Poprad              |

LEGENDA:

P = Portiere, D = Difensore, A = Attaccante, L = sinistra, R = destra

### Svezia
Allenatore:  Peter Elander.
Lista dei convocati aggiornata al 12 febbraio 2010.
| N. | Pos. | Nome                   | Anno | Alt. | Peso | Tiro | Squadra                   |
| -- | ---- | ---------------------- | ---- | ---- | ---- | ---- | ------------------------- |
| 1  | P    | Sara Grahn             | 1988 | 170  | 71   | L    | Linköpings HC             |
| 2  | A    | Elin Holmlöv           | 1987 | 173  | 65   | L    | Segeltorps IF             |
| 3  | D    | Frida Nevalainen       | 1987 | 165  | 64   | L    | Modo Hockey               |
| 4  | D    | Jenni Asserholt - A    | 1988 | 172  | 73   | L    | Linköpings HC             |
| 7  | A    | Maria Rooth - A        | 1984 | 176  | 72   | L    | AIK Ishockey              |
| 8  | A    | Erika Holst - C        | 1984 | 179  | 82   | L    | Segeltorps IF             |
| 9  | A    | Tina Enström           | 1991 | 166  | 66   | L    | Modo Hockey               |
| 10 | D    | Emilia Andersson       | 1988 | 175  | 73   | L    | Segeltorps IF             |
| 11 | A    | Cecilia Östberg        | 1991 | 166  | 65   | L    | Leksands IF               |
| 12 | A    | Isabelle Jordansson    | 1985 | 170  | 70   | L    | AIK Ishockey              |
| 13 | A    | Erica Udén Johansson   | 1989 | 170  | 69   | L    | Segeltorps IF             |
| 15 | A    | Katarina Timglas       | 1985 | 168  | 62   | R    | AIK Ishockey              |
| 16 | A    | Pernilla Winberg       | 1989 | 165  | 63   | L    | Segeltorps IF             |
| 19 | A    | Klara Myrén            | 1991 | 172  | 69   | R    | Leksands IF               |
| 22 | D    | Emma Eliasson          | 1989 | 166  | 70   | L    | Brynäs IF                 |
| 23 | D    | Gunilla Andersson      | 1975 | 169  | 69   | L    | Segeltorps IF             |
| 25 | A    | Frida Svedin Thunström | 1989 | 172  | 75   | L    | Modo Hockey               |
| 27 | D    | Emma Nordin            | 1991 | 168  | 68   | L    | Modo Hockey               |
| 28 | A    | Danijela Rundqvist     | 1984 | 178  | 75   | L    | AIK Ishockey              |
| 30 | P    | Kim Martin             | 1986 | 166  | 66   | L    | Minnesota-Duluth Bulldogs |
| 35 | P    | Valentina Lizana       | 1990 | 170  | 67   | L    | AIK Ishockey              |

LEGENDA:

P = Portiere, D = Difensore, A = Attaccante, L = sinistra, R = destra

### Svizzera
Allenatore:  René Kammerer.
Lista dei convocati aggiornata al 12 febbraio 2010.
| N. | Pos. | Nome                 | Anno | Alt. | Peso | Tiro | Squadra              |
| -- | ---- | -------------------- | ---- | ---- | ---- | ---- | -------------------- |
| 2  | A    | Katrin Nabholz       | 1986 | 167  | 57   | L    | ZSC Lions            |
| 6  | D    | Julia Marty - A      | 1988 | 170  | 72   | L    | Northeastern Huskies |
| 7  | A    | Darcia Leimgruber    | 1989 | 162  | 62   | L    | DHC Langenthal       |
| 9  | A    | Stefanie Marty       | 1988 | 169  | 70   | L    | Syracuse Orange      |
| 10 | A    | Nicole Bullo         | 1987 | 160  | 54   | L    | Lugano Ladies        |
| 11 | D    | Angela Frautschi     | 1987 | 169  | 73   | L    | ZSC Lions            |
| 13 | A    | Sara Benz            | 1992 | 163  | 55   | L    | EHC Winterthur       |
| 16 | A    | Christine Meier - A  | 1986 | 169  | 68   | L    | ZSC Lions            |
| 18 | D    | Lucrèce Nussbaum     | 1986 | 173  | 67   | L    | St. Thomas Tommies   |
| 19 | A    | Rahel Michielin      | 1990 | 165  | 52   | L    | ZSC Lions            |
| 20 | A    | Kathrin Lehmann - C  | 1980 | 172  | 70   | L    | AIK Ishockey         |
| 21 | D    | Laura Benz           | 1992 | 170  | 57   | L    | EHC Winterthur       |
| 26 | P    | Sophie Anthamatten   | 1991 | 172  | 74   | L    | EHC Saastal          |
| 29 | A    | Melanie Häfliger     | 1982 | 159  | 55   | L    | SC Reinach           |
| 33 | P    | Dominique Slongo     | 1988 | 158  | 55   | L    | EHC Brandis          |
| 41 | P    | Florence Schelling   | 1989 | 174  | 68   | R    | Northeastern Huskies |
| 63 | A    | Anja Stiefel         | 1990 | 160  | 56   | R    | SC Reinach           |
| 85 | D    | Stefanie Wyss        | 1985 | 164  | 62   | L    | EV Bomo Thun         |
| 86 | D    | Claudia Riechsteiner | 1986 | 167  | 65   | L    | SC Reinach           |
| 92 | D    | Sandra Thalmann      | 1962 | 162  | 67   | R    | EHC Basel            |
| 93 | A    | Sabrina Zollinger    | 1993 | 162  | 65   | L    | EHC Winterthur       |

LEGENDA:

P = Portiere, D = Difensore, A = Attaccante, L = sinistra, R = destra

## Gruppo B

### Cina
Allenatore:  Hannu Saintula.
Lista dei convocati aggiornata al 12 febbraio 2010.
| N. | Pos. | Nome             | Anno | Alt. | Peso | Tiro | Squadra |
| -- | ---- | ---------------- | ---- | ---- | ---- | ---- | ------- |
| 1  | P    | Han Danni        | 1991 | 165  | 58   | L    | Qiqihar |
| 2  | D    | Yu Baiwei        | 1988 | 166  | 68   | R    | Harbin  |
| 5  | D    | Lou Yue          | 1987 | 160  | 60   | R    | Harbin  |
| 6  | D    | Liu Zhixin       | 1993 | 165  | 52   | R    | Qiqihar |
| 7  | A    | Zhang Mengying   | 1993 | 166  | 65   | L    | Qiqihar |
| 10 | A    | Zhang Ben        | 1985 | 170  | 61   | L    | Harbin  |
| 11 | A    | Huang Haijing    | 1988 | 172  | 72   | R    | Harbin  |
| 12 | A    | Jin Fengling - A | 1982 | 166  | 56   | L    | Harbin  |
| 14 | A    | Sun Rui - A      | 1982 | 169  | 60   | L    | Harbin  |
| 16 | A    | Ma Rui           | 1989 | 172  | 69   | R    | Harbin  |
| 17 | A    | Cui Shanshan     | 1987 | 177  | 67   | R    | Harbin  |
| 19 | A    | Wang Linuo - C   | 1979 | 160  | 57   | L    | Harbin  |
| 21 | D    | Jiang Na         | 1988 | 174  | 75   | L    | Harbin  |
| 22 | A    | Huo Cui          | 1988 | 160  | 54   | L    | Harbin  |
| 24 | A    | Tang Liang       | 1985 | 163  | 54   | L    | Harbin  |
| 26 | D    | Tan Anqi         | 1986 | 175  | 67   | L    | Harbin  |
| 29 | A    | Gao Fujin        | 1984 | 162  | 65   | L    | Harbin  |
| 30 | P    | Shi Yao          | 1987 | 178  | 70   | L    | Harbin  |
| 55 | D    | Qi Xueting       | 1986 | 158  | 58   | R    | Harbin  |
| 66 | D    | Zhang Shuang     | 1987 | 162  | 58   | L    | Harbin  |
| 88 | P    | Jia Dandan       | 1982 | 163  | 55   | L    | Harbin  |

LEGENDA:

P = Portiere, D = Difensore, A = Attaccante, L = sinistra, R = destra

### Finlandia
Allenatore:  Pekka Hamalainen.
Lista dei convocati aggiornata al 12 febbraio 2010.
| N. | Pos. | Nome                 | Anno | Alt. | Peso | Tiro | Squadra                   |
| -- | ---- | -------------------- | ---- | ---- | ---- | ---- | ------------------------- |
| 1  | P    | Mira Kuisma          | 1987 | 168  | 65   | L    | Oulun Kärpät              |
| 3  | D    | Emma Laaksonen - C   | 1981 | 159  | 58   | L    | Espoo Blues               |
| 4  | D    | Rosa Lindstedt       | 1988 | 186  | 80   | L    | Ilves Tampere             |
| 5  | D    | Mariia Posa          | 1988 | 164  | 59   | L    | Minnesota-Duluth Bulldogs |
| 6  | D    | Jenni Hiirikoski - A | 1987 | 161  | 60   | L    | Ilves Tampere             |
| 8  | A    | Marjo Voutilainen    | 1981 | 168  | 70   | L    | Espoo Blues               |
| 9  | A    | Venla Hovi           | 1987 | 169  | 61   | L    | Ilves Tampere             |
| 11 | A    | Annina Rajahuhta     | 1989 | 164  | 62   | L    | Ilves Tampere             |
| 12 | A    | Mari Saarinen        | 1981 | 172  | 66   | L    | Ilves Tampere             |
| 13 | A    | Linda Välimäki       | 1990 | 165  | 62   | L    | Ilves Tampere             |
| 15 | A    | Minnamari Tuominen   | 1990 | 165  | 67   | R    | Ohio State Buckeyes       |
| 19 | D    | Terhi Mertanen       | 1981 | 166  | 68   | L    | Espoo Blues               |
| 20 | D    | Saija Sirviö         | 1982 | 172  | 62   | L    | Oulun Kärpät              |
| 21 | A    | Michelle Karvinen    | 1990 | 166  | 69   | L    | Rødovre                   |
| 22 | A    | Saara Tuominen - A   | 1982 | 184  | 83   | R    | Minnesota-Duluth Bulldogs |
| 23 | A    | Nina Tikkinen        | 1987 | 170  | 66   | L    | Minnesota State Mavericks |
| 26 | D    | Heidi Pelttari       | 1985 | 166  | 67   | L    | Ilves Tampere             |
| 27 | A    | Anne Helin           | 1987 | 170  | 68   | L    | Oulun Kärpät              |
| 29 | A    | Karoliina Rantamäki  | 1978 | 163  | 65   | L    | SKIF Nižnij Novgorod      |
| 30 | P    | Anna Vanhatalo       | 1985 | 178  | 65   | R    | Espoo Blues               |
| 31 | P    | Noora Räty           | 1989 | 165  | 68   | L    | Minnesota Golden Gophers  |

LEGENDA:

P = Portiere, D = Difensore, A = Attaccante, L = sinistra, R = destra

### Russia
Allenatore:  Valentin Gureev.
Lista dei convocati aggiornata al 14 febbraio 2010.
| N. | Pos. | Nome                     | Anno | Alt. | Peso | Tiro | Squadra              |
| -- | ---- | ------------------------ | ---- | ---- | ---- | ---- | -------------------- |
| 1  | P    | Anna Prugova             | 1993 | 174  | 62   | L    | Tornado Mosca        |
| 4  | D    | Alëna Chomič             | 1981 | 168  | 55   | L    | SKIF Nižnij Novgorod |
| 7  | A    | Ol'ga Sosina             | 1992 | 160  | 66   | R    | SKIF Nižnij Novgorod |
| 8  | A    | Ija Gavrilova - A        | 1987 | 173  | 67   | L    | Tornado Mosca        |
| 9  | A    | Aleksandra Vafina        | 1990 | 168  | 57   | L    | Fakel Čeljabinsk     |
| 11 | A    | Marina Seregina          | 1986 | 168  | 68   | L    | Tornado Mosca        |
| 13 | D    | Kristina Petrovskaja     | 1980 | 170  | 64   | L    | Tornado Mosca        |
| 15 | D    | Ol'ga Permjakova - A     | 1982 | 171  | 67   | L    | Tornado Mosca        |
| 17 | A    | Ekaterina Smolenceva - C | 1981 | 176  | 65   | L    | Tornado Mosca        |
| 20 | P    | Irina Gašennikova        | 1975 | 164  | 66   | L    | Tornado Mosca        |
| 22 | A    | Julija Deulina           | 1984 | 173  | 62   | R    | SKIF Nižnij Novgorod |
| 23 | A    | Tat'jana Burina          | 1980 | 165  | 70   | L    | Tornado Mosca        |
| 25 | A    | Ekaterina Lebedeva       | 1989 | 166  | 66   | L    | Dinamo Ekaterinburg  |
| 26 | D    | Zoja Polunina            | 1991 | 170  | 65   | L    | Tornado Mosca        |
| 28 | A    | Svetlana Terent'eva      | 1983 | 163  | 69   | L    | SKIF Nižnij Novgorod |
| 29 | A    | Tat'jana Sotnikova       | 1981 | 167  | 59   | L    | SKIF Nižnij Novgorod |
| 30 | P    | Marija Onolbaeva         | 1978 | 178  | 78   | L    | Fakel Čeljabinsk     |
| 34 | D    | Svetlana Tkačëva         | 1984 | 170  | 63   | L    | SKIF Nižnij Novgorod |
| 44 | D    | Aleksandra Kapustina     | 1984 | 166  | 74   | L    | SKIF Nižnij Novgorod |
| 91 | A    | Ekaterina Anan'ina       | 1991 | 172  | 62   | L    | Spartak Ekaterinburg |
| 95 | D    | Inna Djubanok            | 1990 | 166  | 63   | L    | Tornado Mosca        |

LEGENDA:

P = Portiere, D = Difensore, A = Attaccante, L = sinistra, R = destra

### Stati Uniti
Allenatore:  Mark Johnson.
Lista dei convocati aggiornata al 12 febbraio 2010.
| N. | Pos. | Nome                   | Anno | Alt. | Peso | Tiro | Squadra                     |
| -- | ---- | ---------------------- | ---- | ---- | ---- | ---- | --------------------------- |
| 1  | P    | Molly Schaus           | 1987 | 174  | 70   | L    | Boston Eagles               |
| 2  | A    | Erika Lawler           | 1987 | 152  | 59   | R    | Wisconsin Badgers           |
| 4  | D    | Angela Ruggiero - A    | 1980 | 175  | 86   | R    | Harvard Crimson             |
| 5  | A    | Karen Thatcher         | 1984 | 174  | 71   | L    | Providence Friars           |
| 7  | A    | Monique Lamoureux      | 1989 | 168  | 72   | R    | North Dakota Fighting Sioux |
| 8  | D    | Caitlin Cahow          | 1985 | 163  | 68   | L    | Harvard Crimson             |
| 9  | A    | Molly Engstrom         | 1983 | 175  | 78   | L    | Wisconsin Badgers           |
| 10 | A    | Meghan Duggan          | 1976 | 175  | 74   | R    | Wisconsin Badgers           |
| 11 | D    | Lisa Chesson           | 1986 | 169  | 66   | L    | Ohio State Buckeyes         |
| 12 | A    | Jenny Potter - A       | 1979 | 163  | 66   | L    | Minnesota Golden Gophers    |
| 13 | A    | Julie Chu - A          | 1982 | 174  | 67   | R    | Harvard Crimson             |
| 16 | A    | Kelli Stack            | 1988 | 165  | 62   | R    | Boston Eagles               |
| 17 | A    | Jocelyne Lamoureux     | 1989 | 168  | 70   | R    | North Dakota Fighting Sioux |
| 19 | A    | Gisele Marvin          | 1987 | 174  | 76   | R    | Minnesota Golden Gophers    |
| 20 | A    | Natalie Darwitz - C    | 1983 | 160  | 65   | R    | Minnesota Golden Gophers    |
| 21 | A    | Hilary Knight          | 1989 | 178  | 78   | R    | Wisconsin Badgers           |
| 22 | D    | Kacey Bellamy          | 1987 | 174  | 66   | L    | New Hampshire Wildcats      |
| 23 | D    | Kerry Weiland          | 1980 | 163  | 62   | L    | Wisconsin Badgers           |
| 27 | A    | Jinelle Zaugg-Siergiej | 1986 | 183  | 80   | L    | Wisconsin Badgers           |
| 29 | P    | Brianne McLaughlin     | 1987 | 174  | 60   | L    | Robert Morris Colonials     |
| 31 | P    | Jessie Vetter          | 1985 | 174  | 70   | L    | Wisconsin Badgers           |

LEGENDA:

P = Portiere, D = Difensore, A = Attaccante, L = sinistra, R = destra